# Giovanni Acciai
Giovanni Acciai (Albisola Superiore, 4 febbraio 1946) è un direttore di coro italiano.

## Attività artistica
Direttore artistico degli ensemble vocali e strumentali I Solisti del bus Gallus. A Lubiana ha inoltre svolto alcune conferenze sulla prassi esecutiva della musica antica.
Ha tenuto la relazione Espressione e artificio nelle Sacrae cantiones (1603) di Carlo Gesualdo nel Convegno Gesualdo 2003 svoltosi a Venosa e a Potenza nel settembre del 2003.
Nel novembre 2019 ha partecipato al III Convegno internazionale Chiesa, musica, interpreti. Un dialogo necessario, organizzato dal Pontificio Consiglio della Cultura (Città del Vaticano), con la relazione Il rapporto parola-suono nella musica vocale sacra dal Rinascimento al Barocco.

## Attività accademica e divulgativa
Ha insegnato Storia ed estetica della musica medievale e rinascimentale e Semiografia musicale e prassi esecutiva della polifonia vocale nel corso di Musicologia al Conservatorio Giuseppe Verdi di Milano; è stato inoltre docente di Musica d'insieme rinascimentale e barocca presso l'Università degli Studi della Basilicata. Ha insegnato Storia della musica antica e Semiografia e semiologia musicale presso l'Università degli studi di Trieste, sede di Portogruaro.
È stato direttore artistico di importanti concorsi internazionali di canto corale, quali Grado, Perugia, Lucca (organizzati da Interkultur) e Quartiano (Lodi). È stato membro di giuria dei concorsi nazionali ed internazionali di esecuzione e di composizione corale (Arezzo, Gorizia, Vittorio Veneto, Tours, Neerpelt, Zwickau, Linz, Busan, Brema, Xiamen, Graz, Soči, Kalamata, Magdeburg, Göteborg, ecc.). Ha tenuto lezioni a corsi di perfezionamento per direttori di coro (Europa cantat, Feniarco - Settimane cantanti, Estonian Choral Society, Choir Olympics in Corea del Sud e in Cina). Fa parte del comitato artistico del China International Chorus Festival.
Ha diretto dal 1980 al 2004 la rivista specializzata di canto corale e di didattica La Cartellina fondata nel 1977 da Roberto Goitre; è stato anche il fondatore e direttore editoriale de L'Offerta musicale. È stato il curatore dell'edizione italiana dell'Atlante di musica di Ulrich Michels (Milano, Oscar Mondadori, 1982). Ha presentato regolarmente relazioni a convegni di interesse musicologico.

## Discografia
- C. Monteverdi, Il Quarto Libro dei Madrigali a cinque voci. Giovanni Acciai/I Solisti del Madrigale. Nuova Era DDD 7006, 1991.
- G. G. Arrigoni, Vespri per la festa di Ognissanti. Giovanni Acciai/Collegium vocale et instrumentale «Nova Ars Cantandi». Antes-Concerto DDD 93.2001, 1992.
- C. Monteverdi, Il Sesto Libro dei Madrigali a cinque voci. Giovanni Acciai/I Solisti del Madrigale. Nuova Era DDD 7165, 1993.
- Europa Concordia Musicae. Ensemble «Micrologus», Giovanni Acciai/Collegium vocale «Nova Ars Cantandi». Stradivarius DDD 33458, 1996.
- L. Grossi da Viadana, Lamentationes et Responsoria. Giovanni Acciai/Collegium vocale «Nova Ars Cantandi». Stradivarius DDD 33444, 1997.
- F. Durante, Responsori per la Settimana Santa. Giovanni Acciai/«Ars Cantica Consort». Sarx Records DDD 023-2, 1997.
- G. P. Palestrina, Motecta festorum totius anni. Giovanni Acciai/Collegium vocale «Nova Ars Cantandi». Sarx Records DDD 026-2, 1998.
- G. Contino, Missae. Giovanni Acciai/Collegium vocale «Nova Ars Cantandi». Stradivarius DDD 33551, 1999.
- G. Moro, Concerti ecclesiastici. Giovanni Acciai/Collegium vocale «Nova Ars Cantandi». Stradivarius DDD 33582, 2000.
- C. Monteverdi, G. Arrigoni, F. Cavalli, Vespro dei SS. Martiri Concordiesi. Giovanni Acciai/Collegium vocale et instrumentale «Nova Ars Cantandi». Archiv Edition DDD 1280604, 2004.
- I. Leonarda, Vespro a cappella della Beata Vergine . Giovanni Acciai/Collegium vocale «Nova Ars Cantandi». Tactus DDD 623702, 2006.
- I. Leonarda, C. Monteverdi, G. Partenio, G. Finetti, T. L. De Victoria, Ecce crucem Domini. Vesperi per l'esaltazione della santa Croce. Giovanni Acciai/Collegium vocale et instrumentale «Nova Ars Cantandi». Archiv Edition DDD 17320406, 2006.
- P. Vinci, Missae dal Missarum cum quinque, sex et octo vocibus, liber primus. Giovanni Acciai/Collegium vocale et instrumentale «Nova Ars Cantandi», Ivana Valotti, organo. Unda Maris Edizioni, 2007.
- D. Buxtehude, Cantate sacre su testo latino. Giovanni Acciai/Collegium vocale et instrumentale «Nova Ars Cantandi». Archiv Edition DDD 205 060, 2007.
- G. B. Bassani, Armonici entusiasmi di Davide. Salmi concertati a quattro voci con violini e suoi ripieni (1690). Giovanni Acciai/Collegium vocale «Nova Ars Cantandi». Tactus DDD 650290, 2015. Nomination per gli International Classical Music Awards - ICMA 2017, nella categoria «Early Music».
- T. Merula, Arpa Davidica. Salmi e messa concertata op. XVI (1640) - Giovanni Acciai/Collegium vocale et instrumentale «Nova Ars Cantandi», Deutsche Grammophon-Archiv Produktion, 2016.
- C. Monteverdi, Contrafacta - Giovanni Acciai/Collegium vocale et instrumentale «Nova Ars Cantandi», Deutsche Grammophon-Archiv Produktion, 2016.
- N. Bruhns, G. B. Bassani, D. Buxtehude, C. Monteverdi, J. C. Schieferdecker, Confitebor - Giovanni Acciai/Collegium vocale et instrumentale «Nova Ars Cantandi», Deutsche Grammophon-Archiv Produktion, 2017.
- L. Leo, Responsoria - Giovanni Acciai/Collegium vocale et instrumentale «Nova Ars Cantandi», Deutsche Grammophon-Archiv Produktion, 2018. «Premio Abbiati 2019» dell'Associazione Nazionale Critici Musicali.
- G. Legrenzi, Compiete con le lettanie et antifone della Beata Vergine, a cinque voci, opus VII (1662) - Giovanni Acciai/Collegium vocale et instrumentale «Nova Ars Cantandi», Naxos 2020.
- G. Legrenzi, Harmonia d'affetti devoti, a due, tre e quattro voci, opus III (1655) - Giovanni Acciai/Collegium vocale et instrumentale «Nova Ars Cantandi», Naxos 2021.
- F. Durante, Psalms and Magnificat, per quattro voci e basso continuo - Giovanni Acciai/Collegium vocale et instrumentale «Nova Ars Cantandi», Naxos 2023.
- M. A. Grancini, Novelli Fiori Ecclesiastici, a quattro voci, opus IX (1643) - Giovanni Acciai/Collegium vocale et instrumentale «Nova Ars Cantandi», Da Vinci Classics 2024.

## Saggi
- Lucae Marentii Motecta Festorum totius anni… quaternis vocibus e Madrigali a quatro (sic) voci (1585), in «Atti della giornata di studi marenziani», Edizioni di storia bresciana, 1990.
- La Canzone alla Vergine di Petrarca nell'interpretazione madrigalistica di Cipriano de Rore e di Giovanni Pierluigi da Palestrina, in «Palestrina e la sua presenza nella musica e nella cultura europea del suo tempo ad oggi», atti del secondo convegno internazionale di studi palestriniani, Palestrina, Fondazione Giovanni Pierluigi da Palestrina, 1991.
- Espressione e artificio in alcuni motetti dell'Opus musicum di Jacobus Gallus Carniolus, in «Gallus Carniolus in Europska Renesanza», atti del secondo convegno internazionale di studi, Ljubljana, Slovenske akademije znanosti in umetnosti, 1991.
- Cori in Italia. Mille voci per una passione, in «Musica e Dossier», n. 60, marzo-aprile 1993.
- Prassi dell'ornamentazione nella musica strumentale dei secoli XVI e XVII, in «Strumenti, Musica e ricerca», atti del convegno internazionale di studi dell'Ente Triennale degli Strumenti ad Arco, 2000.
- Actus tragicus di Johann Sebastian Bach e il significato dell'allegoria nel percorso tonale, atti del convegno internazionale di studi indetto dall'Università degli studi di Trieste, Portogruaro, Polo universitario, 2000.
- Tradizione e avanguardia nella musica sacra corale di Liszt Ferenc, atti del convegno internazionale di studi indetto dall'Università degli studi di Trieste, Portogruaro, Polo universitario, 2001.
- a) Il testo musicale e le sue esecuzioni, in «Lo spazio letterario del Medioevo» b) Il Medioevo volgare. Volume II: La circolazione del testo. Roma, Salerno Editrice, 2002.
- I Cori Cap. V del volume «Organizzare musica», Milano, Franco Angeli, 2003.
- Le composizioni sacre di Carlo Gesualdo: un approccio analitico sul piano della retorica musicale. Ma non solo, atti del convegno internazionale di studi indetto dalla Società Italiana di Musicologia e dal Conservatorio di musica di potenza, Venosa-Potenza, 2003.
- Severino Boezio e la musicografia greca, in «L'Offerta musicale», 1 (gennaio-marzo 2006), pp. 4-14. Bergamo, Edizioni Carrara, 2006.La teoria musicale medievale. Isidoro di Siviglia nella selva del sapere, 3 (luglio-settembre 2006), pp. 6-12. Bergamo, Edizioni Carrara, 2006.
- «La crescita delle capacità mentali e psicofisiche del bambino attraverso l'educazione precoce della voce e la pratica del canto corale», in Reggio Emilia. Musica, università, scuola e ricerche sulla formazione musicale. Atti del terzo e quarto convegno (2006-2007), a cura di Antonella Coppi. Perugia, Morlacchi editore, 2008.
- Ettore Pozzoli, compositore di musica sacra al tempo del Motu proprio di Pio X. Convegno di studi «Ettore Pozzoli: Musicista e didatta». Milano, 19 settembre 2009.
- Ut mens concordet vocis. Prassi compositiva ed esecutiva della polifonia di Nôtre Dame di Parigi, in Musica come pensiero e come azione. Studi in onore di Guido Salvetti. Libreria Musicale Italiana - Società Editrice di Musicologia, 2014.
- Regole per ben suonare e cantare: diminuzioni e mensuralismo tra XVI e XIX. secolo, in Quaderni del Conservatorio di musica Giuseppe Verdi di Milano. Pisa, ETS, 2014.
- «Parlar cantando». Il rapporto parola-suono nella musica vocale sacra fra Rinascimento e Barocco, in Chiesa, musica, interpreti. Un dialogo necessario. Atti del III Convegno internazionale di studi, Roma-Città del Vaticano, 7-9 novembre 2019, a cura di mons. Carlos Alberto Moreira Azededo e Richard Rouse. Aracne editrice, 2020.
- «Soni pereunt, quia scribi non possunt»: la trasmissione del repertorio musicale medievale, tra oralità e scrittura, in I Cantieri di Chrónos. Scritture dell'immaginario. Testo, tempo, suono, memoria. Convegno internazionale di studi, Milano, Conservatorio di musica «Giuseppe Verdi». Pisa, ETS, 2024.

## Onorificenze
- La Città di Lodi gli ha assegnato il Diapason d'Argento per

- La Città di Acqui Terme lo ha insignito dell'Onorificenza per

- È socio onorario della Fondazione «Giovanni Pierluigi da Palestrina» di Palestrina
- È membro onorario dell'Associazione dei direttori di coro americani (ACDA).
- È membro onorario dell'Associazione Internazionale Studi Canto Gregoriano (AISCGre), 2020
- È membro individuale di REMA. (Reseau Européen Musique Ancienne), dal 2015.
- È vincitore del premio A.N.L.A.I. 2020 (Associazione nazionale liuteria artistica italiana) per «una vita dedicata alla musica e all'arte».
- È membro onorario del «World Choir Council» della Fondazione Interkultur (luglio 2023).